# Slovenia Open WTA 2022 - Qualificazioni singolare
Le qualificazioni del singolare femminile dello Slovenia Open WTA 2022 sono state un torneo di tennis preliminare per accedere alla fase finale della manifestazione svolte dall'11 al 12 settembre 2022. Le vincitrici dell'ultimo turno sono entrate di diritto nel tabellone principale. In caso di ritiro di una o più giocatrici aventi diritto a queste sono subentrati le lucky loser, ossia le giocatrici che hanno perso nell'ultimo turno ma che avevano una classifica più alta rispetto alle altre partecipanti che avevano comunque perso nel turno finale.

## Teste di serie
1. Harriet Dart (ultimo turno, lucky loser)
2. Elena-Gabriela Ruse (qualificata)
3. Ana Konjuh (ultimo turno, ritirata)
4. Cristina Bucșa (qualificata)
5. Tamara Korpatsch (ritirata)
6. Jodie Burrage (qualificata)

1. Anastasija Zacharova (qualificata)
2. Nigina Abduraimova (primo turno)
3. Tara Würth (qualificata)
4. Natalija Stevanović (primo turno)
5. Anna-Lena Friedsam (qualificata)
6. Stefanie Vögele (ultimo turno)

## Qualificate
1. Anna-Lena Friedsam
2. Elena-Gabriela Ruse
3. Anastasija Zacharova

1. Cristina Bucșa
2. Tara Würth
3. Jodie Burrage

## Lucky loser
1. Harriet Dart

## Tabellone

### Legenda
| - Q = Qualificato - WC = Wild card - LL = Lucky loser | - ALT = Alternate - SE = Special Exempt - PR = Protected Ranking | - w/o = Walkover - r = Ritirato - d = Squalificato |

### Sezione 1
|  | Primo turno | Primo turno        | Primo turno        | Primo turno | Primo turno |  |  | Ultimo turno | Ultimo turno       | Ultimo turno       | Ultimo turno | Ultimo turno |  |
|  |             |                    |                    |             |             |  |  |              |                    |                    |              |              |  |
|  | 1           | Harriet Dart       | Harriet Dart       | 6           | 6           |  |  |              |                    |                    |              |              |  |
|  |             | Pemra Özgen        | Pemra Özgen        | 4           | 2           |  |  | 1            | Harriet Dart       | Harriet Dart       | 1            | 67           |  |
|  | WC          | Lara Smejkal       | Lara Smejkal       | 3           | 1           |  |  | 11           | Anna-Lena Friedsam | Anna-Lena Friedsam | 6            | 7            |  |
|  | 11          | Anna-Lena Friedsam | Anna-Lena Friedsam | 6           | 6           |  |  |              |                    |                    |              |              |  |

### Sezione 2
|  | Primo turno | Primo turno         | Primo turno         | Primo turno | Primo turno |  |  | Ultimo turno | Ultimo turno        | Ultimo turno        | Ultimo turno | Ultimo turno |  |
|  |             |                     |                     |             |             |  |  |              |                     |                     |              |              |  |
|  | 2           | Elena-Gabriela Ruse | Elena-Gabriela Ruse | 6           | 6           |  |  |              |                     |                     |              |              |  |
|  |             | Yana Morderger      | Yana Morderger      | 1           | 4           |  |  | 2            | Elena-Gabriela Ruse | Elena-Gabriela Ruse | 6            | 6            |  |
|  | WC          | Živa Falkner        | 3                   | 7           | 6           |  |  | WC           | Živa Falkner        | Živa Falkner        | 3            | 0            |  |
|  | 10          | Natalija Stevanović | 6                   | 6(1)        | 4           |  |  |              |                     |                     |              |              |  |

### Sezione 3
|  | Primo turno | Primo turno         | Primo turno         | Primo turno | Primo turno |  |  | Ultimo turno | Ultimo turno        | Ultimo turno        | Ultimo turno        | Ultimo turno |  |
|  |             |                     |                     |             |             |  |  |              |                     |                     |                     |              |  |
|  | 3           | Ana Konjuh          | Ana Konjuh          | 7           | 6           |  |  |              |                     |                     |                     |              |  |
|  |             | Tayisiya Morderger  | Tayisiya Morderger  | 5           | 2           |  |  | 3            | Ana Konjuh          | Ana Konjuh          | Ana Konjuh          | 3r           |  |
|  | WC          | Noka Jurić          | Noka Jurić          | 0           | 0           |  |  | 7            | Anastasia Zakharova | Anastasia Zakharova | Anastasia Zakharova | 5            |  |
|  | 7           | Anastasia Zakharova | Anastasia Zakharova | 6           | 6           |  |  |              |                     |                     |                     |              |  |

### Sezione 4
|  | Primo turno | Primo turno            | Primo turno        | Primo turno | Primo turno |  |  | Ultimo turno | Ultimo turno   | Ultimo turno   | Ultimo turno | Ultimo turno |  |
|  |             |                        |                    |             |             |  |  |              |                |                |              |              |  |
|  | 4           | Cristina Bucșa         | 5                  | 6           | 6           |  |  |              |                |                |              |              |  |
|  |             | Giulia Gatto-Monticone | 7                  | 1           | 2           |  |  | 4            | Cristina Bucșa | Cristina Bucșa | 6            | 7            |  |
|  |             | Antonia Ružić          | Antonia Ružić      | 7           | 6           |  |  |              | Antonia Ružić  | Antonia Ružić  | 4            | 5            |  |
|  | 8           | Nigina Abduraimova     | Nigina Abduraimova | 64          | 1           |  |  |              |                |                |              |              |  |

### Sezione 5
|  | Primo turno | Primo turno      | Primo turno | Primo turno | Primo turno |  |  | Ultimo turno | Ultimo turno  | Ultimo turno | Ultimo turno | Ultimo turno |  |
|  |             |                  |             |             |             |  |  |              |               |              |              |              |  |
|  | Alt         | Angelina Gabueva | 6           | 62          | 2           |  |  |              |               |              |              |              |  |
|  |             | Lina Ǵorčeska    | 4           | 7           | 6           |  |  |              | Lina Ǵorčeska | 6            | 2            | 1            |  |
|  | WC          | Tímea Babos      | 1           | 7           | 3           |  |  | 9            | Tara Würth    | 2            | 6            | 6            |  |
|  | 9           | Tara Würth       | 6           | 63          | 6           |  |  |              |               |              |              |              |  |

### Sezione 6
|  | Primo turno | Primo turno      | Primo turno   | Primo turno | Primo turno |  |  | Ultimo turno | Ultimo turno    | Ultimo turno | Ultimo turno | Ultimo turno |  |
|  |             |                  |               |             |             |  |  |              |                 |              |              |              |  |
|  | 6           | Jodie Burrage    | Jodie Burrage | 6           | 6           |  |  |              |                 |              |              |              |  |
|  |             | Nika Radišić     | Nika Radišić  | 4           | 2           |  |  | 6            | Jodie Burrage   | 6            | 4            | 7            |  |
|  |             | Mariam Bolkvadze | 6             | 4           | 2           |  |  | 12           | Stefanie Vögele | 4            | 6            | 6(1)         |  |
|  | 12          | Stefanie Vögele  | 3             | 6           | 6           |  |  |              |                 |              |              |              |  |